# Ola El-Aguizy
Ola El Aguizy (arabe : علا العجيزي, née au Caire le 17 août 1948) est une égyptologue égyptienne, professeur émérite à l'université du Caire. Experte en démotique, elle a publié de nombreux ouvrages sur cette langue. Depuis 2005, elle dirige des fouilles à Saqqarah, mettant au jour les tombes de plusieurs personnalités liées à Ramsès II.

## Carrière
Ola el-Aguizy obtient une maîtrise en archéologie de l'université du Caire en 1978, puis un doctorat de la même institution en 1985. Son intérêt pour l'archéologie commence pendant ses études de premier cycle, où elle s'est spécialisée dans les langues égyptiennes anciennes. Elle commence à travailler à l'université du Caire en 1970, d'abord comme assistante, puis comme maître de conférences. Dans les années 1980 et 1990, elle participe régulièrement à la Conférence internationale sur les études démotiques (qui se tient tous les quatre ans environ).
En 2002, elle devient chef du département des antiquités égyptiennes et en 2003, doyenne de la faculté d'archéologie. En 2006, elle est nommée professeur de langues égyptiennes, fonction qu'elle occupe jusqu'en 2008, date à laquelle elle devient professeur émérite.
El Aguizy est membre du Comité scientifique permanent pour l'archéologie et de l'Association internationale des égyptologues,. Elle a publié de nombreux ouvrages sur le démotique, dont une étude paléographique de la langue, basée sur des papyri de la collection du Musée égyptien,.

## Fouilles à Saqqarah
Depuis 2005, El Aguizy dirige les fouilles de l'université du Caire à Saqqarah. En 2007, lors de leur deuxième saison de fouilles, El Aguizy redécouvre la tombe du commandant de l'armée Ptahmès. Cette tombe avait déjà été trouvée en 1859 par Auguste Mariette et partiellement photographiée par Théodule Devéria, bien que l'emplacement soit devenu inconnu depuis. Plusieurs tombes de la XIXe dynastie ont été réutilisées comme tombes familiales à la période tardive. Sous la tombe de Houy-nfr se trouvait la sépulture de la mère d'un prêtre du pharaon Mykérinos.
En 2014, elle découvre et fouille la tombe de Paser, chef des archives militaires, et en 2017 celle d'Ourkhya, général sous Ramsès II,. En 2021, l'équipe découvre la tombe de Ptah-em-Ouia, qui était le chef du trésor sous Ramsès II. En 2022, El Aguizy découvre un sarcophage dans la tombe après avoir été treuillée dans un seau au fond d'un puits de huit mètres de profondeur.

## Prix et reconnaissance
En 2015, ses collègues lui rende hommage avec un Mélange (ou Festschrift), édité par Fayza Haikal et intitulé « Mélanges offerts à Ola el-Aguizy », en reconnaissance de ses contributions significatives à l'égyptologie,.
En 2021, El Aguizy a été l'un des nombreux archéologues à qui le président de l'université du Caire a remis un prix : Ahmed Abdel Zaher, Mamdouh Eldamaty, Fayza Haikal.

## Publications
- Ola El Aguizy, « The discovery of the tomb of the Great Army General Iwrhya: A quasi 3D Electrical Resistivity Tomography (ERT), Saqqara, Giza, Egypt », Contributions to Geophysics and Geodesy, vol. 50, no 4, 2020, p. 425-446[14].
- Ola El Aguizy, Fayza Haikal, « Changes in Ancient Egyptian Language », Égypte/Monde arabe, no 27-28, 1996, p. 25-34[15].
- Ola El Aguizy, « Some demotic Ostraca in the Cairo Museum », Egitto e Vicino Oriente, 1994, p. 125-144[16].
- Ola El-Aguizy, « A Ptolemaic judicial document from Hwt-Nsw », Bulletin of the French Institute of Oriental Archeology, vol. 88, 1988, p. 51-62[17].
- Ola El-Aguizy, « Dwarfs and pygmies in Ancient Egypt », Annals of the Antiquities Service of Egypt, vol. 71, 1987[18].